# Simethis mattiazzii
Simethis mattiazzii (Vand.) Sacc. – gatunek reliktowych roślin z monotypowego rodzaju Simethis Kunth z rodziny złotogłowowatych (Asphodelaceae), występujący w zachodniej Europie, na terenie południowo-zachodniej Irlandii, Francji, Hiszpanii, Portugalii, zachodniego wybrzeża Włoch, Korsyki i Sardynii oraz w północno-wschodniej Afryce, na terenie Algierii, Tunezji i Maroka.
Nazwa rodzaju pochodzi od imienia Symetis, jednej z oread, mitologicznych nimf górskich i leśnych. Nazwa gatunkowa nadana została na cześć G. Matteazziego, głównego ogrodnika w Ogrodzie Botanicznym w Padwie w latach 1764–1768.

## Morfologia
PokrójWieloletnie rośliny zielne.
PędyPionowe kłącze pokryte gęstą, włóknistą, ciemnobrązową tuniką, z którego wyrastają zgrubiałe, nieco bulwiaste, cylindryczne lub wrzecionowate korzenie o średnicy 2–7 mm.
LiścieLiście odziomkowe, u nasady gęsto otoczone ciemnobrązowymi włóknami. Blaszki liściowe o długości 15–55 cm i szerokości 0,25–0,8 cm, często przynajmniej częściowo przylegające do ziemi, trawopodobne, często skręcone. Liście łodygowe, jeżeli obecne, wyraźnie krótsze.
KwiatyZebrane po ok. 10–40 w luźny, silnie rozgałęziony kwiatostan. Pędy kwiatostanowe o długości do 10 cm. Przysadki o wymiarach ok. 2,5–30×1–10 mm, zielone lub czerwono-zielone, niekiedy z błoniastymi brzegami, górne mniejsze, błoniaste, brązowawe, czasami z fioletowym odcieniem. Szypułki o długości ok. 5–15 mm. Listki okwiatu o długości ok. 8–11 mm i szerokości ok. 2–4 mm, często kapturkowato zakrzywione i brodawkowate wierzchołkowo, białe, poniżej fioletowoszare. Pręciki zwykle krótsze od listków okwiatu, wzniesione. Nitki pręcików o długości ok. 6–10 mm, gęsto owłosione, białe, poszerzone wierzchołkowo. Pylniki o długości 1–2 mm, żółte. Szyjka słupka o długości 4–8 mm.
OwoceNiemal kuliste torebki, o wymiarach ok. 4–7×4,5–7,5 mm, trójklapowane, zawierające nieregularne nasiona.

## Biologia
RozwójGeofity ryzomowe, kwitną w maju i czerwcu.
SiedliskoW różnych częściach swojego zasięgu zasiedla siedliska łąkowe i wrzosowiskowe, makie, zarośla i lasy korkowo-dębowe.
Cechy fitochemiczneZ korzeni tych roślin wyizolowano l,8-dihydroksy-3-metyl-antrachinon (chryzofanol)) oraz 2-acetyl-1,8-dihydroksy-3-metyl-naftalen (nepodin).
GenetykaLiczba chromosomów 2n = 48 (4n = 48).

## Systematyka
Gatunek z monotypowego rodzaju Simethis z podrodziny liliowcowych (Hemerocallidoideae) z rodziny złotogłowowatych (Asphodelaceae).
Synonimy nomenklaturowe
- Anthericum mattiazzii Vand., Fasc. Pl.: 12 (1771) (bazonim)
- Pubilaria mattiazzii (Vand.) Samp., Anais Fac. Ci. Univ. Porto 22: 5 (1936).

Synonimy taksonomiczne
- Anthericum planifolium L., Mant. Pl. 2: 224 (1771).
- Anthericum bicolor Desf., Fl. Atlant. 1: 304 (1798).
- Anthericum ericetorum Bergeret, Fl. Basses-Pyrénées 2: 168 (1803).
- Phalangium bicolor (Desf.) DC. in J.B.A.M.de Lamarck & A.P.de Candolle, Fl. Franç., ed. 3, 3: 209 (1805).
- Phalangium planifolium (L.) Pers., Syn. Pl. 1: 367 (1805).
- Bulbine planifolia (L.) Spreng., Syst. Veg. 2: 86 (1825).
- Hemierium planifolium (L.) Raf., Fl. Tellur. 2: 27 (1837).
- Pubilaria bicolor (Desf.) Raf., Fl. Tellur. 2: 27 (1837).
- Morgagnia bicolor (Desf.) Bubani, Nuovi Ann. Sci. Nat. 9: 94 (1843).
- Simethis bicolor (Desf.) Kunth, Enum. Pl. 4: 618 (1843).
- Sieboldia bicolor (Desf.) Heynh., Alph. Aufz. Gew.: 644 (1847).
- Simethis planifolia (L.) Gren. & Godr., Fl. France 3: 222 (1855).
- Phalangium holosericeum Pourr. ex Willk. & Lange, Prodr. Fl. Hispan. 1: 203 (1862).
- Pogonella planifolium Salisb., Gen. Pl.: 70 (1866)
- Pubilaria planifolia (L.) Samp., Exsicc. (Herb. Portug.), Apend. 3: 4 (1914).